# Блумзбері
51°31′23″ пн. ш. 0°07′30″ зх. д. / 51.523055555556° пн. ш. 0.125° зх. д.
Блумзбері (англ. Bloomsbury) — район південного Кемдену, Вест-Енд, Лондон. Вважається модним житловим районом і є місцем розташування численних культурних, інтелектуальних та освітніх установ.
У Блумзбері знаходиться Британський музей, найбільший музей у Сполученому Королівстві, та кілька навчальних закладів, серед них: Університетський коледж Лондона та ряд інших коледжів та інститутів Лондонського університету, Новий коледж Гуманітарних наук Північного-Сходу, Юридичний університет, Королівська академія драматичного мистецтва, Британська медична асоціація та багато інших. Блумзбері — інтелектуальний та літературний центр Лондона, де розташоване всесвітньо відоме видавництво Bloomsbury Publishing, тут також збиралась група британських інтелектуалів Bloomsbury Set, до якої входили автор Вірджинія Вулф, біограф Літтон Стрейчі та економіст Джон Мейнард Кейнс.
Блумзбері почали забудовувати в XVII столітті за часів графів Саутгемптонів, але саме в ХІХ столітті, за часів герцога Бедфорда, район був спланований і забудований як заможний житловий квартал епохи Регентства відомим девелепером Джеймсом Бертоном. Район відомий своїми численними озелененими площами («сквери») — Рассел-сквер, Бедфорд-сквер, Блумсбері-сквер, Гордон-сквер тощо.

## Географія

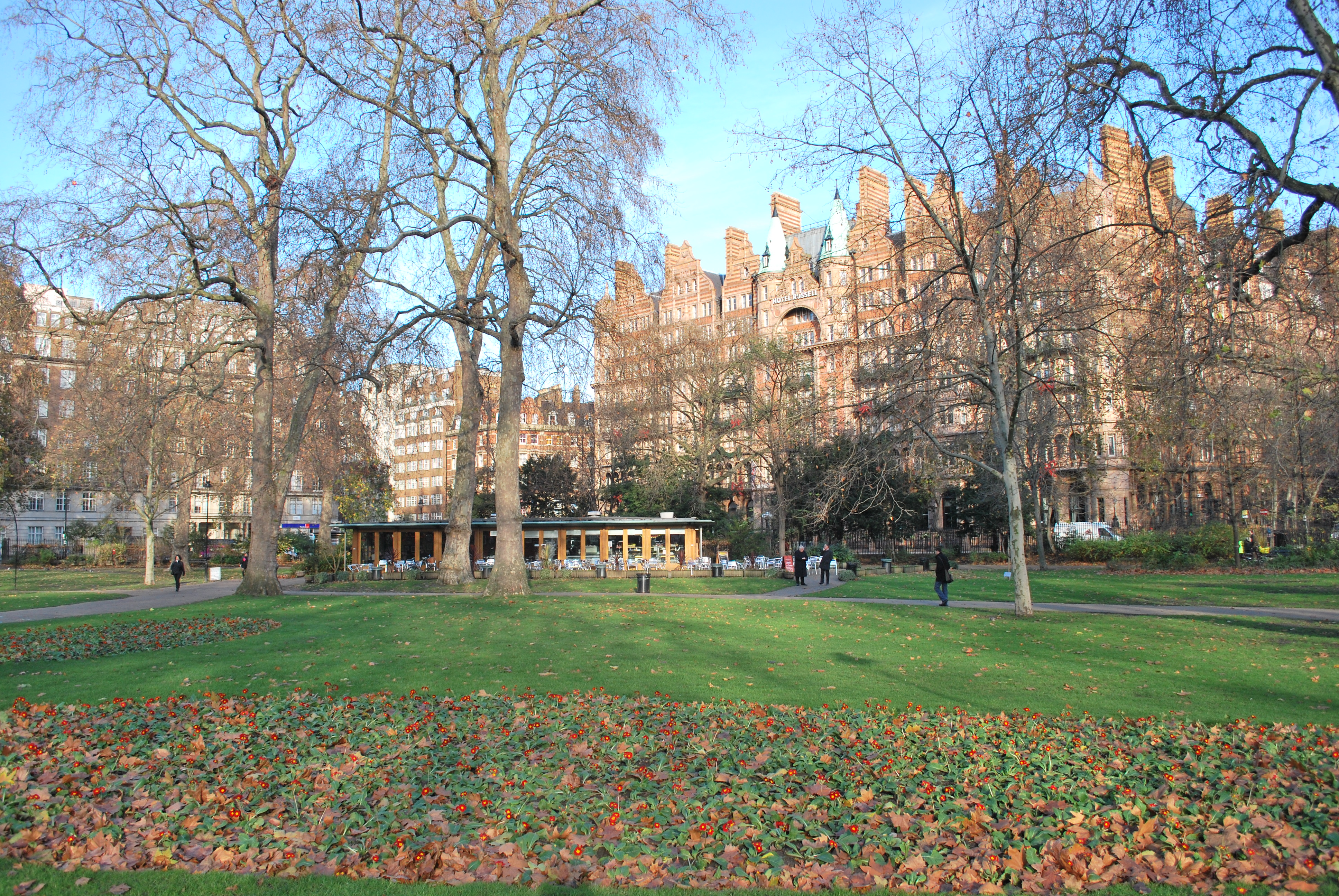
Рассел-сквер

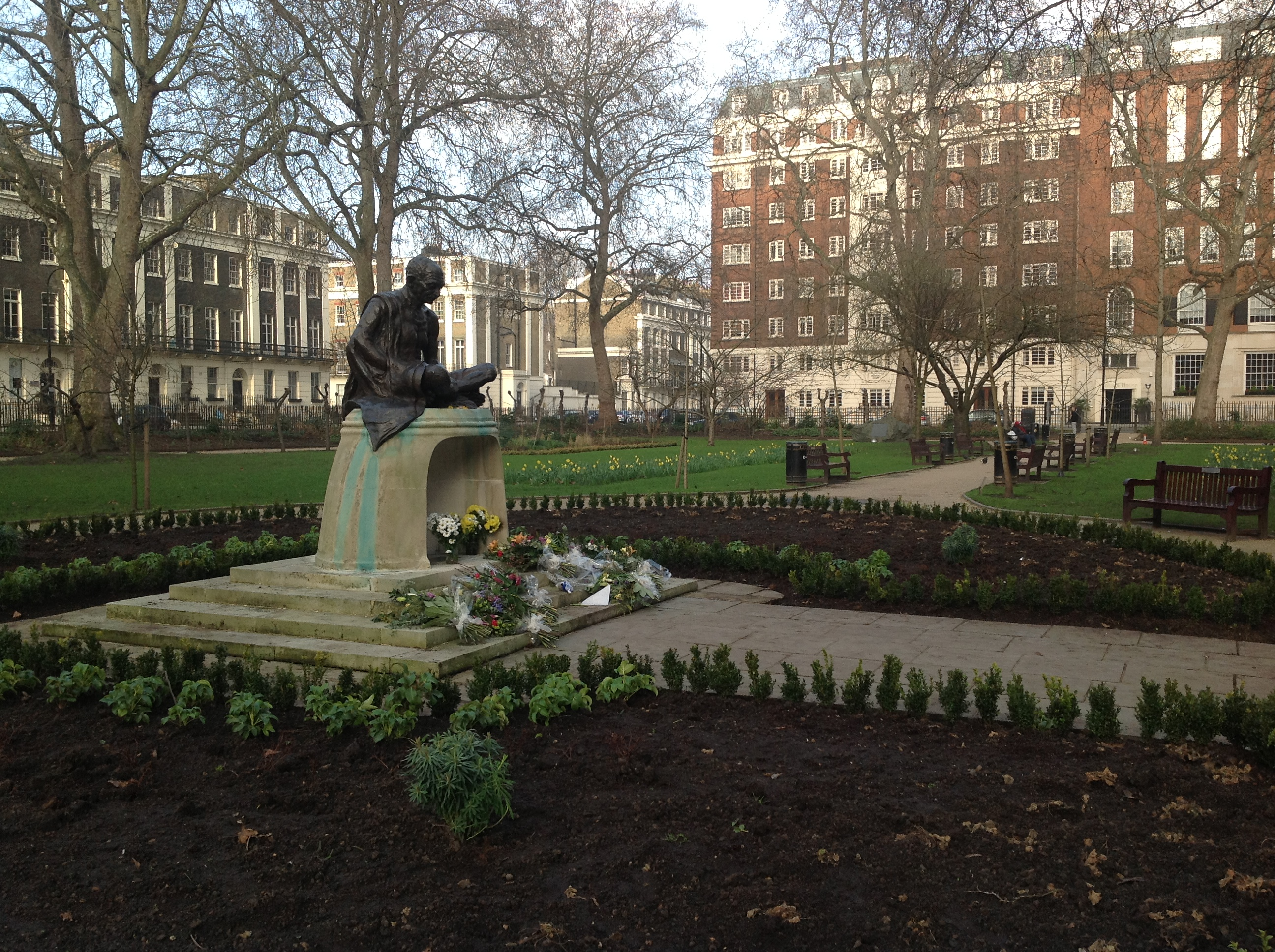
Тавісток-сквер

Топографія Блумзбері переважно рівнинна, розташована у сточищі Темзи, з поступовим зниженням висоти на схід до Грей-Інн-роуд та Кінг-кросс-роуд.
Район оточений чотирма основними дорогами, його історичні межі: Юстон-роуд на півночі, Грей-Інн-роуд на сході, Гай-Голборн/Нью-Оксфорд-стріт на півдні та Тоттенхем-Корт-роуд на заході. Ці великі та жваві магістралі дають чітко визначені межі географічного району Блумзбері, з відчутною зміною характеру через ці межі. Блумзбері також розділений на північ на південь головною дорогою Саутгемптон-роу/Воберн-плейс, яка має декілька великих туристичних готелів та сполучає Тавісток-сквер та Рассел-сквер. Дорога прямує від Юстон-роуд на півночі до Гай-Голборна на півдні.
Район на захід від Саутгемптон-роу/Воберн-Плейс відрізняється концентрацією академічних установ, музеїв та площ. У районі знаходяться Британський музей та коледжі Лондонського університету, включаючи коледж Біркбека, Університетський коледж Лондона, Школа східних та африканських досліджень та Школа підвищення кваліфікації Лондонського університету.
На схід від Саутгемптон-роу/Воберн-плейс розташовані Брансвік-сквер, Мекленбург-сквер, Картрайт-гарденс, Аргайл-сквер, Сент-Джордж-гарден і Квін-сквер, що робить цю територію набагато зеленішою, ніж західна частина району.
Район межує з: Сент-Панкрас на півночі та заході, Фіцровія на заході, Ковент-гарден та Голборн на півдні та Кларкенвелл на сході.

## Культура

### Освіта

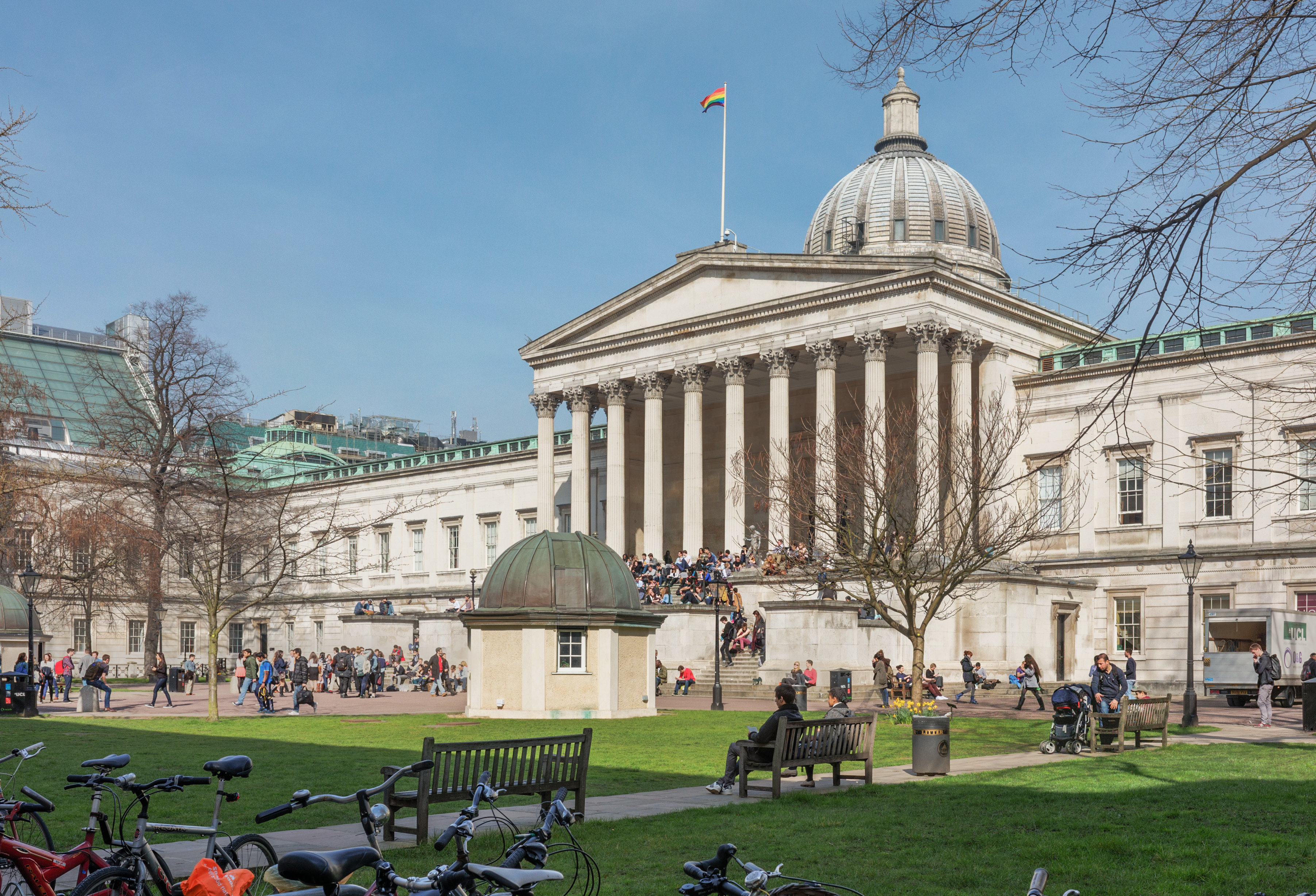
Головний кампус Університетського коледжу Лондона

У Блумзбері знаходиться будівля Сенату та головна бібліотека Лондонського університету, коледж Біркбек, Інститут освіти, Лондонська школа гігієни та тропічної медицини, Фармацевтична школа, Школа східних та африканських досліджень, Королівський ветеринарний коледж та Університетський коледж Лондона (зі Школою образотворчого мистецтва «Слейд»), філія Юридичного університету, Лондонська школа сучасного танцю, Королівська академія драматичного мистецтва та Коледж Гуденаф. Серед інших коледжів — Університет Лондонська школа підвищення кваліфікації, Архітектурна школа архітектурної асоціації на Бедфорд-сквер, а також лондонські кампуси кількох американських коледжів: університет Аркадія, Каліфорнійський університет, Делаверський університет, Університет штату Флорида, Університет Сірак'юс, Нью-Йоркський університет та Міжнародна школа бізнесу Гальта.

### Музеї

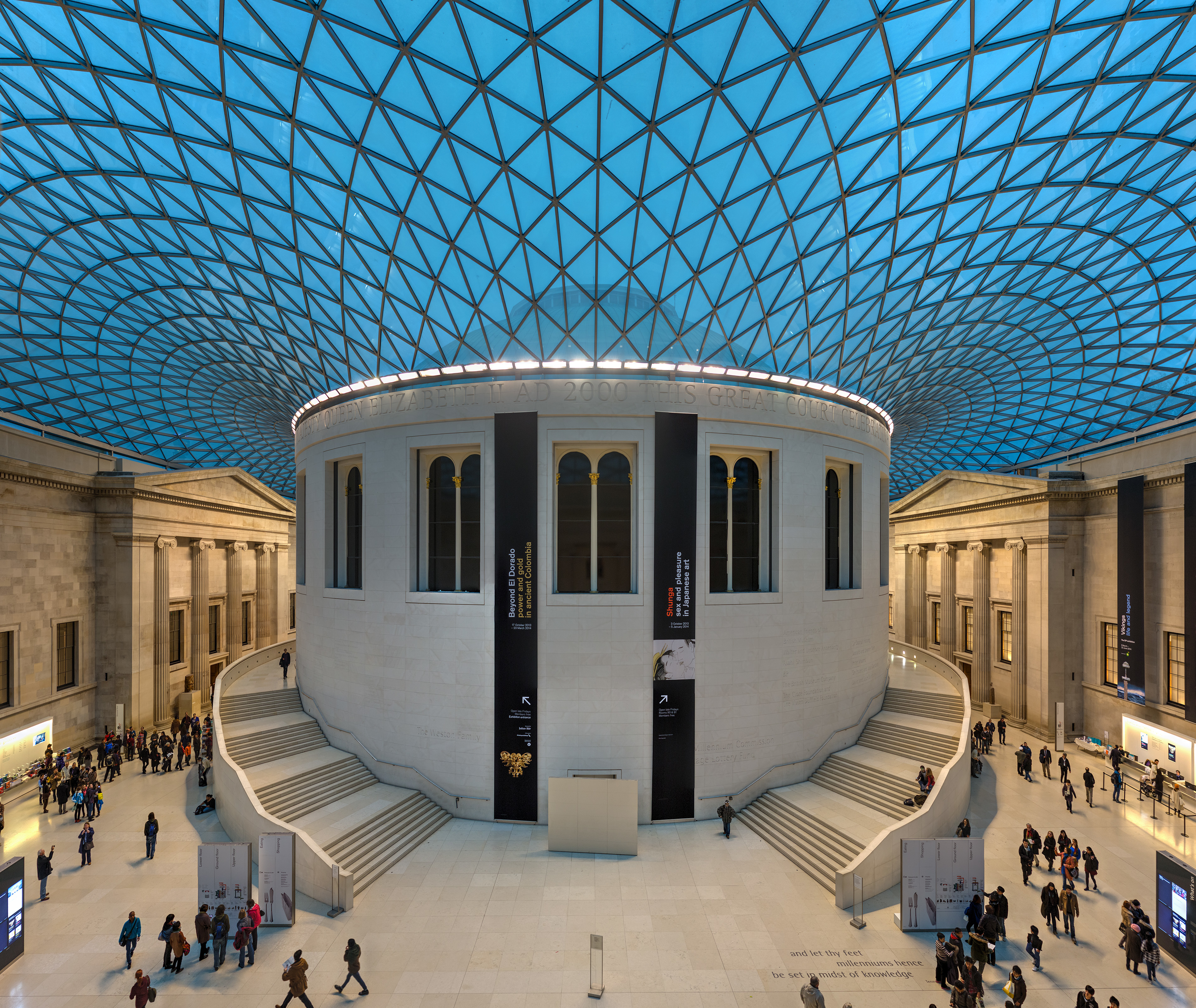
Queen Elizabeth II Great Court

Британський музей, який вперше відкрився для публіки в 1759 році в будинку Монтегю, в центрі Блумсбері. З 1998 року Британська бібліотека розміщена у спеціально побудованій будівлі на півночі Блумсбері, на вулиці Юстон-роуд.
Також у Блумсбері знаходиться Музей Фундлінга, поруч із площею Брансвік.
Музей Діккенса знаходиться на вулиці Дауті. Музей єгипетської археології Пітрі та Музей зоології Гранта знаходяться в університетському коледжі Лондона на Говер-стріт.
Поштовий музей знаходиться на 15-20 Фенікс-плейс.

### Церкви

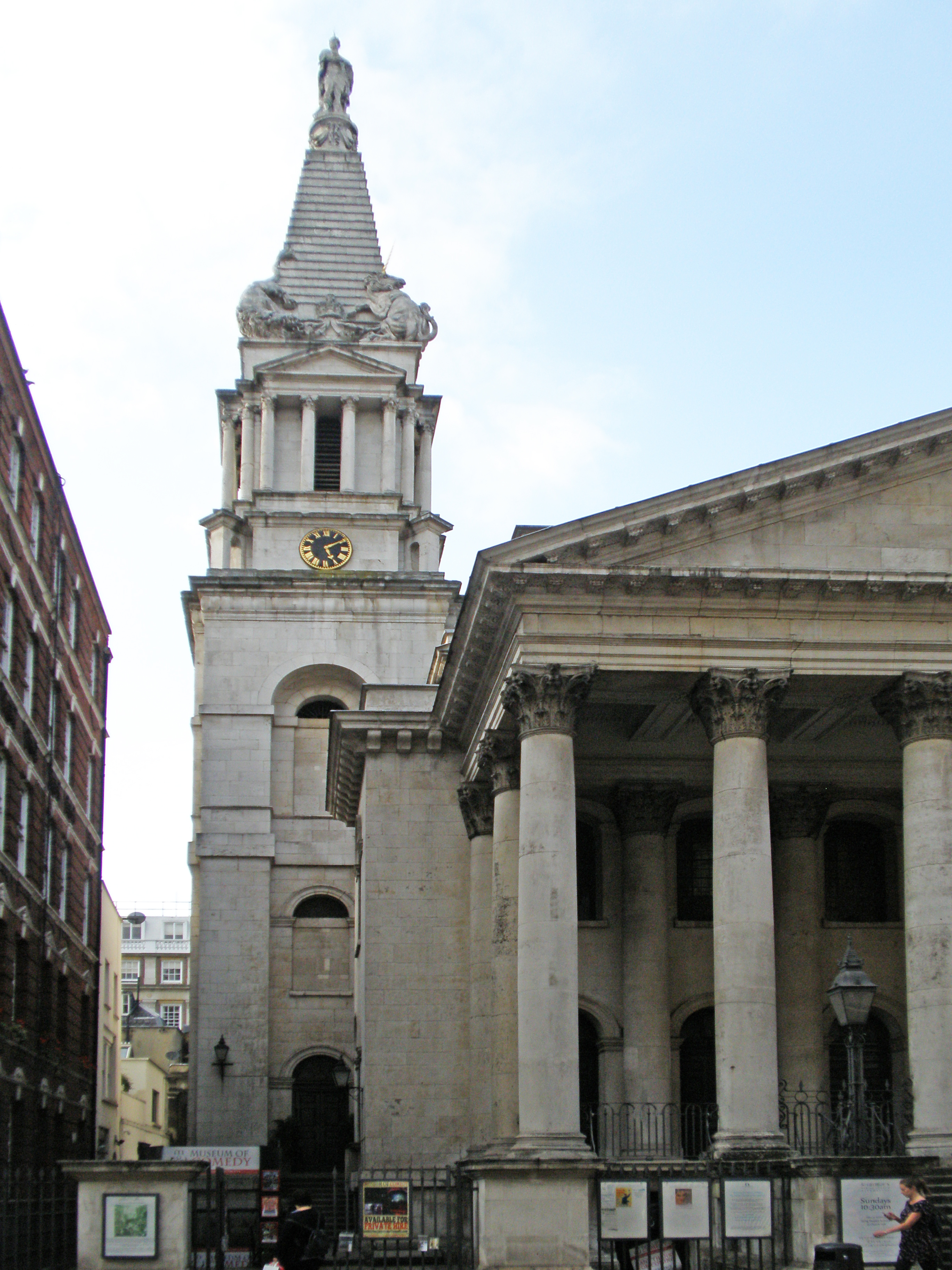
Сент-Джордж (Блумзбері). Парафіяльна церква Блумзбері

- Церква Святого Георгія, Блумзбері[en], розташована на Блумзбері-роуд. Парафіяльна церква Блумзбері, була побудована Ніколасом Хоксмуром[en] в 1716—1731 рр. Має глибокий римський портик із шістьма величезними коринфськими колонами, і примітна своєю статуєю короля Георга II на верхівці.
- Сент-Джайлс-ін-зе-Філдс[en], також знана як Церква поета. Нинішня церковна будівля була побудована в палладійському стилі в 1733 році.
- Рання англійська неоготична церква Христа Царя[en] на площі Гордон-сквер[en]. Спроєктована для ірвігвіан[en][5] Рафаелем Брендоном в 1853 році.
- Нова церква Сент-Панкрас[en], неподалік від станції Юстон. Церква була завершена в 1822.
- Церква Святого Георгія Мученика[en] на Квін-сквер[en] була побудована в 1703–06 рр.[6]
- Центральна баптистська церква Блумзбері на Шафтсбері-авеню[en] — центральна церква баптистської конфесії. Була відкрита в 1848 році.

## Парки та площі
- Рассел-сквер[en], велика та впорядкована площа; його сади спочатку були спроєктовані Гамфрі Рептоном. Станція метро Рассел-сквер знаходиться неподалік.
- Бедфорд-сквер[en], побудовано в 1775—1783 роках.
- Блумсбері-сквер[en], невеликий круглий сквер.
- Квін-сквер[en], поруч знаходиться Національний шпиталь неврології та нейрохірургії.
- Гордон-сквер[en], оточена кампусами Лондонського університетського коледжу, школи мистецтв Біркбецького коледжу, а також колишніх будинків письменниці Вірджинії Вулф та економіста Джона Мейнарда Кейнса.
- Воберн-сквер[en], поруч кампуси розташовані кампуси Лондонського університетського коледжу.
- Торрінгтон-сквер[en], поруч розташовані кампуси Лондонського університетського коледжу.
- Тавісток-сквер[en], поруч розташована Британська медична асоціація[en].
- Мекленбург-сквер[en], один з небагатьох скверів, що немає вільного відвідування.
- Брансвік-сквер[en], поруч розташовані Фармацевтична школа[en] та Музей підкидків[en].
- Сент-Джордж-гарденс[en]

## Транспорт

### Залізничний

#### Метро
- Рассел-сквер
- Кінгс-кросс-Сент-Панкрас
- Юстон-сквер
- Гудж-стріт

У кроковій досяжності на північ від Блумзбері розташовані три станції National Rail:
- Юстон
- Кінгс-кросс
- Сент-Панкрас

Потяги Eurostar до Франції, Брюсселя та Нідерландів вирушають з Сент-Панкрас.

#### Автобуси
У кроковій досяжності на північ від Блумзбері розташована автостанція Юстон.

#### Автостради
Через Блумзбері прямують автостради:
- A40[en]
- A400[en]
- A4200
- Внутрішня кільцева дорога A501